# Samarium (153Sm) lexidronam pentasodium
Le samarium [153Sm] lexidronam pentasodium est un complexe résultant de la chélation du radioisotope samarium 153 par l'EDTMP. Commercialisé sous le nom de Quadramet, il est utilisé pour traiter la douleur dans les cancers osseux.
Le traitement procède par perfusion intraveineuse, la molécule étant ainsi distribuée dans tout l'organisme pour se fixer préférentiellement dans les régions où le cancer a envahi les os afin de permettre au radioisotope de libérer des électrons par radioactivité β. Ce rayonnement tue les cellules cancéreuses et conduit au soulagement de la douleur dès la première semaine la plupart du temps, l'amélioration pouvant se prolonger plusieurs mois. On l'utilise dans le cancer du poumon, le cancer de la prostate, le cancer du sein et l'ostéosarcome.
Les effets secondaires résultent de l'irradiation de la moelle osseuse, notamment la diminution de la concentration sanguine en plaquettes sanguines (thrombopénie) et en globules blancs (leucopénie).